# ادریان پوکانیچ
ادریان پوکانیچ (اوکراینی: Адріан Миколайович Пуканич؛ زادهٔ ۲۲ ژوئن ۱۹۸۳) بازیکن فوتبال اهل اوکراین است.
از باشگاه‌هایی که در آن بازی کرده‌است می‌توان به باشگاه فوتبال ماریوپول، باشگاه فوتبال فورسکلا پولتاوا، باشگاه فوتبال شاختار دونتسک، و باشگاه فوتبال اوورلا اوژهورود اشاره کرد.
وی همچنین در تیم‌های ملی فوتبال زیر ۲۱ سال اوکراین و اوکراین بازی کرده‌است.